# Регби на летних Олимпийских играх 1900
Соревнования по регби на II летних Олимпийских играх прошли 14 и 28 октября. Всего участвовали три команды, которые разыграли между собой медали в двух матчах.

## Медали

### Общий медальный зачёт
(Жирным выделено самое большое количество медалей в своей категории)
| Общее количество медалей |                |        |         |        |       |
| Место                    | Страна         | Золото | Серебро | Бронза | Всего |
| 1                        | Франция        | 1      | 0       | 0      | 1     |
| 2                        | Великобритания | 0      | 1       | 0      | 1     |
| 2                        | Германия       | 0      | 1       | 0      | 1     |

### Медалисты
| Дисциплина | Золото  | Серебро        | Бронза |
| Регби      | Франция | Великобритания | —      |
| Регби      | Франция | Германия       | —      |

## Соревнование

### Матч 1
| Дата       | Победитель | Счёт         | Проигравший |
| ---------- | ---------- | ------------ | ----------- |
| 14 октября | Франция    | 27:17 (14:5) | Германия    |

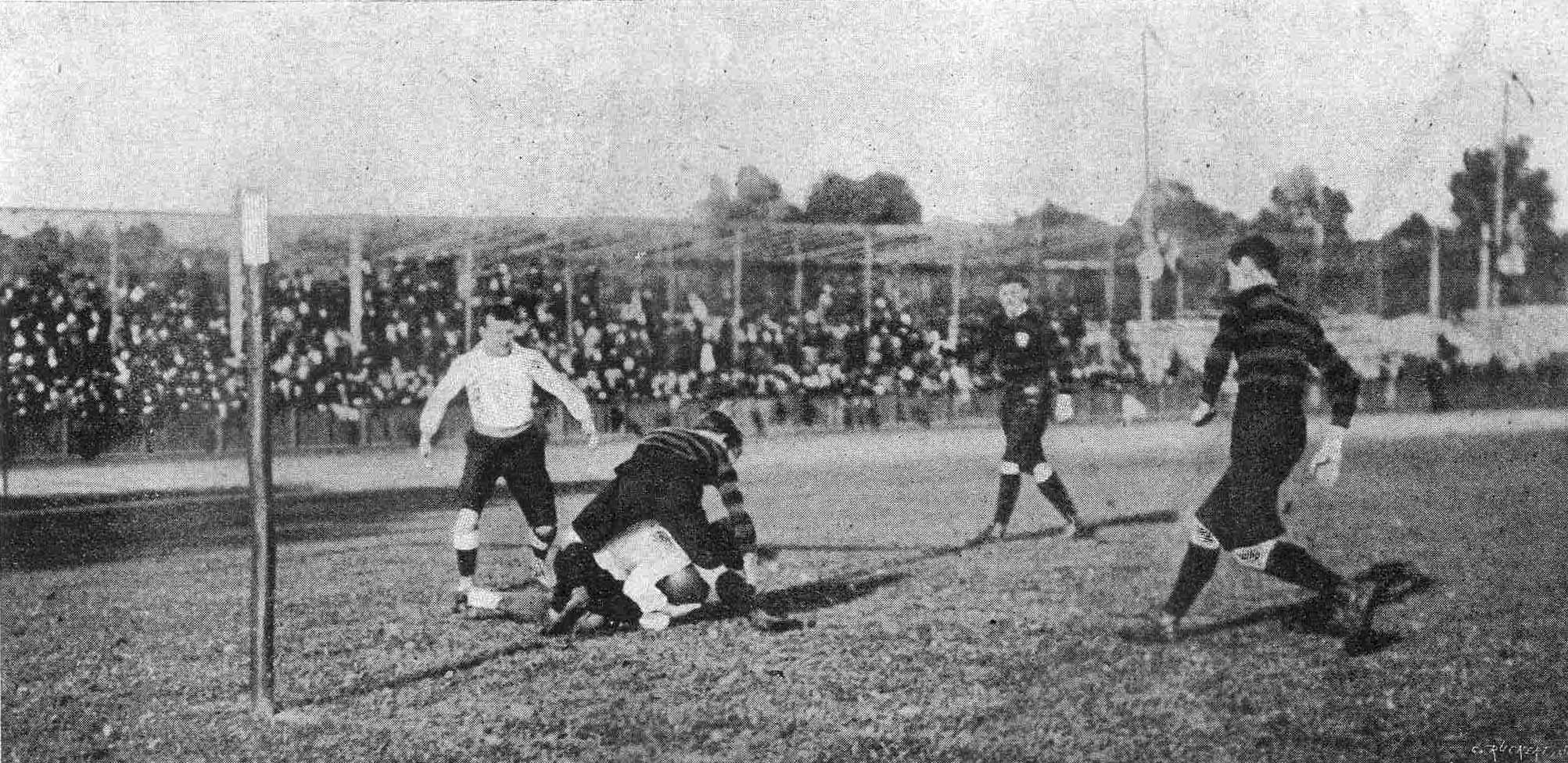
Матч между Францией и Германией

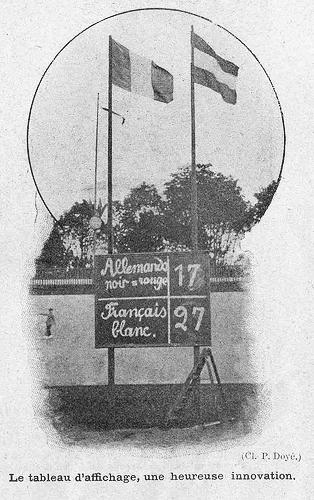
Итоговое табло после матча Германия — Франция

Первый матч между Францией и Германией прошёл 14 октября. После первой половины встречи лидировали французы со счётом 14:5, и они удержали преимущество до конца с результатом 27:17. За команду Франции очки набирали Амрхайн Альберт, Франц Рейшель, Альберт Рузвельт и Эмиль Саррад. За немецкую сборную набрали очки Хуго Беттинг, Эрих Людвиг, Хайнрих Райтц и Август Шмирер.

### Матч 2
| Дата       | Победитель | Счёт        | Проигравший    |
| ---------- | ---------- | ----------- | -------------- |
| 28 октября | Франция    | 27:8 (21:0) | Великобритания |

Второй матч по регби между Францией и Великобританией прошёл 28 октября (последний день Игр). В первой половине встречи, британцы не набрали ни одного очка, и только во второй половине набрали восемь очков. За Францию очки набрали Леон Биноше, Жан Колля, Жан Ги Готье, Жозеф Оливье, Франц Рейшель, Андре Ришман и Эмиль Саррад, а за Великобританию — Джон Бёртлз и Джеймс Уоллис.
Чемпионами стали французы, а серебряные медали получили и британцы, и немцы, так как между ними не прошёл матч за второе место.

### 

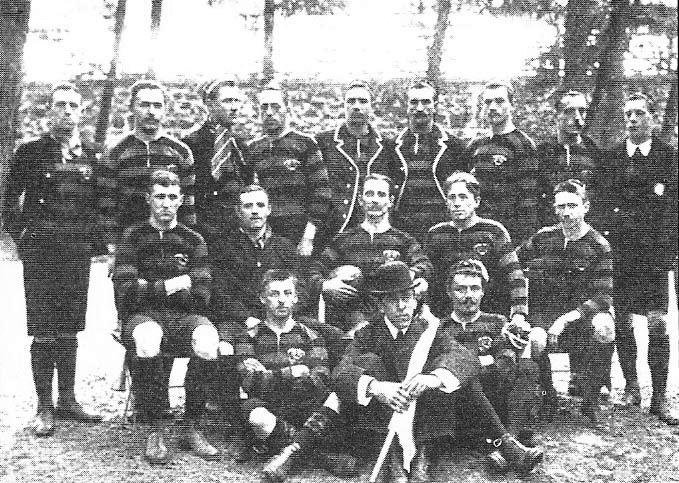
Немецкая команда по регби

## Составы команд

### Великобритания
- Ф. Бейлис
- Джон Бёртлз
- Клемент Дейкен
- Артур Дерби
- Джеймс Кентион
- Герберт Ловетт
- М. Логан
- Герберт Николь
- В. Смит
- М. Толбот
- Фрэнсис Уилсон
- Клод Уиттиндейл
- Реймон Уиттиндейл
- Джеймс Уоллис
- Л. Худ

### Германия
- Альберт Амрхайн
- Хуго Беттинг
- Георг Вендерот
- Якоб Герман
- Герман Кройцер
- Арнольд Ландфойгт
- Ганс Латша
- Рихард Людвиг
- Эрих Людвиг
- Фриц Мюллер
- Эдуард Поппе
- Хайнрих Райтц
- Вилли Хофмайстер
- Август Шмирер
- Адольф Штокхаузен

### Франция
- Владимир Аитофф
- А. Альберт
- Леон Бинош
- Шарль Гондуан
- Жан Ги Готье
- Огюст Жиро
- Константин Энрикес де Зубейра
- Жан Колля
- Юбер Лефебр
- Виктор Ляршанде
- Жозеф Оливье
- Франц Рейшель
- Андре Ришман
- Альберт Рузвельт
- Эмиль Саррад
- Александр Фарамон
- Жан Эрве